# 本坊山古墳
本坊山古墳（ほんぼうさんこふん、山崎7号墳）は、岡山県瀬戸内市長船町東須恵にある古墳。形状は円墳。桂山・畑山古墳群を構成する古墳の1つ。史跡指定はされていない。

## 概要
岡山県南東部、桂山から東に延びる尾根の末端部に築造された古墳である。現在までに墳丘の大部分は削平を受けている。
墳形は明らかでないが、円形と見られる。埋葬施設も明らかでないが、出土品として須恵質切妻形の家形陶棺が知られる。この陶棺は、妻側に瓦当同様の複弁蓮華文を印刻した粘土板が貼り付けられており、古墳の終末と仏教文化との関わりを示す点で特異な例になるとして注目される。築造時期は古墳時代終末期の7世紀末葉頃と推定される。
出土陶棺は現在では東京国立博物館で保管されている。